# Ctenothrissiformes
Ordre
Les Ctenothrissiformes forment un ordre éteint de poissons téléostéens (Teleostei) ayant vécu au Crétacé supérieur.

## Liste des sous-taxons
Selon ADW :
- famille Macristiidae
  - genre Macristiella
    - Macristiella perlucens (nommé Bathytyphlops marionae par ITIS et FishBase qui le classe sous le super-ordre Cyclosquamata → ordre Aulopiformes → sous-ordre Chlorophthalmoidei → famille Ipnopidae)

Selon paleodb.org :
- genre Aulolepis
- genre Ctenothrissa
- genre Heterothrissa
- genre Humilichthys
- genre Pateroperca
- genre Pattersonichthys
- genre Phoenicolepis
- genre Protriacanthus